# Anastatus auriceps
Anastatus auriceps är en stekelart som beskrevs av William Harris Ashmead 1904. Anastatus auriceps ingår i släktet Anastatus och familjen hoppglanssteklar. Inga underarter finns listade i Catalogue of Life.